# Денисов, Александр Петрович (актёр)
Алекса́ндр Петро́вич Дени́сов (5 мая 1944, Борское (Куйбышевская область) — 3 марта 2012, Нью-Йорк) — советский актёр театра и кино. Заслуженный артист Белорусской ССР. Лауреат Государственной премии СССР (1985).

## Биография
Родился 5 мая 1944 года в селе Борское. Рано осиротел. В юности начал играть на театральной сцене. В 1968 году окончил Белорусский театрально-художественный институт. В годы учёбы подрабатывал в Доме моделей в качестве демонстратора одежды.
С 1967 года — актёр Белорусского академического театра имени Янки Купалы.
Супругой Александра Денисова стала ведущая актриса Национального академического драматического театра имени М. Горького в Минске Ольга Клебанович.
Стал популярен в начале 1980-х годов после роли Ивана Трофимовича Гамаюна в сериале «Государственная граница».
В 1990 году уехал в США для лечения больной дочери Дарьи, которая заболела редкой и в то время излечимой только в США болезнью, где впоследствии и остался. 
Работал грузчиком, дезинсектором. Иногда снимался в кино («ПМЖ», 2000; «На спине чёрного кота», 2008).
Скончался 3 марта 2012 года в Нью-Йорке. Похоронен в Белоруссии.

## Награды и звания
- Заслуженный артист Белорусской ССР.
- Лауреат Государственной премии СССР (1985, за роль старшины Дугина в спектакле «Рядовые» по пьесе Алексея Дударева).

## Творчество

### Фильмография
1. 1971 — Запрос (короткометражный) — Василий
2. 1972 — Улица без конца — эпизод
3. 1973 — Огонь — Андрей Гейко
4. 1974 — Белый круг — Андрей Гейко
5. 1974 — Фронт без флангов — мичман Вакуленчук
6. 1976 — Спроси себя — Девяткин
7. 1976 — Такая она, игра — Иван Беспалов
8. 1976 — Эквилибрист (ТВ) — Виктор Волков
9. 1977 — Ералашный рейс — шкипер
10. 1977 — Это было в Коканде — Лихолетов, красный командир
11. 1978 — Алтунин принимает решение
12. 1978 — Пятое время года — Андрей Баркалин
13. 1978 — Расписание на послезавтра — Олег Павлович, учитель математики
14. 1979 — Ждите связного — Роман Полищук
15. 1979 — Выгодный контракт — Никитин, начинающий актёр
16. 1979 — Расколотое небо — бандит
17. 1980 — Государственная граница. Фильм 1-й: Мы наш, мы новый… — Иван Трофимович Гамаюн
18. 1980 — Государственная граница. Фильм 2-й: Мирное лето 1921-го года — Иван Трофимович Гамаюн
19. 1980 — От Буга до Вислы — партизан Антон Землянко
20. 1980 — Все деньги с кошельком (короткометражный)
21. 1981 — Проданный смех
22. 1982 — Иван — первый секретарь райкома КПСС
23. 1983 — Шёл четвёртый год войны — Журба
24. 1983 — Затюканный апостол (фильм-спектакль) — политический комментатор
25. 1984 — Государственная граница. Фильм 4-й: Красный песок — Иван Трофимович Гамаюн
26. 1984 — Приходи свободным
27. 1984 — Клиника (киноальманах). Хозяин
28. 1985 — Рассказ барабанщика — комбриг
29. 1985 — Контрудар — Александр Николаевич Боголюбов, начальник штаба 1-го Украинского фронта
30. 1985 — Большое приключение — Егор Данилыч, председатель колхоза
31. 1985 — С юбилеем подождём — Александр Федорович Макареня
32. 1985 — Я любил вас больше жизни — начальник штаба
33. 1987 — Перемена участи
34. 1987 — Питер Пэн — Красавчик Чекко, пират
35. 1988 — Воля Вселенной — Жибуль
36. 1988 — Убить дракона
37. 1988 — Рядовые (фильм-спектакль) — старшина Дугин
38. 1989 — Не покидай — атаман разбойников
39. 1990 — Человек из чёрной «Волги» — Михайлов
40. 1990 — Чёрная долина — Дорош Брус
41. 2000 — ПМЖ — Володя
42. 2008 — На спине у чёрного кота